# Ghazi Machal Ajil al-Yawer
Ghazi Machal Ajil al-Yawer - également orthographié al-Yaouar - (غازي مشعل عجيل الياور) (né en 1958 en Irak), est un homme d'État irakien. Il fut président du Conseil intérimaire de gouvernement du 17 mai 2004 au 28 juin 2004. Puis président de la République par intérim du 28 juin 2004 au 7 avril 2005 et enfin vice-président de la République (7 avril 2005 - avril 2006).

## Biographie

### Carrière civile
Avant d'être président de l'Irak, Ghazi al-Yawer était ingénieur diplômé de Georgetown (É.-U.). En exil depuis 20 ans, il vivait en Arabie saoudite où il dirigeait une entreprise de services en télécommunication et surveillance : Hycap Technology. Hycap est un nouveau concept à la mode dans les services de police du monde entier et qui introduit les techniques de pointe de la surveillance électronique dans la vie quotidienne des policiers.

### Président d'Irak
L'élection de Ghazi al-Yawer n'a pas été facile, car les États-Unis soutenaient un autre candidat. Ce dernier ayant décliné aussitôt après avoir été élu, Yawer est apparu comme le meilleur candidat malgré ses critiques sur l'occupation. Bien qu'il ne soit pas membre d'un parti politique, il est un membre éminent de la toute puissante tribu des Chammar dont l'aïeul a déjà tenu un rôle similaire lors de la création de l'État irakien moderne par les Britanniques. Les membres de cette tribu ont été un des plus sûrs soutiens du régime de Saddam Hussein.
Libéral, Yawer souhaite privatiser la majorité des entreprises publiques dans un pays où l'essentiel de l'industrie et des services est toujours publique. La résistance ouvrière l'en a empêché jusqu'ici, malgré la tentative de brider celle-ci en imposant un syndicat officiel unique. Cependant, il semble faire une exception pour l'industrie pétrolière, puisqu'il a émis des critiques sur l'opacité de la gestion des fonds pétroliers par l'autorité d'occupation.
Nationaliste, il est favorable à une « irakisation » des emplois, c'est-à-dire à la « préférence nationale » telle qu'elle existe en Arabie saoudite. De nombreux travailleurs immigrés viennent en Irak, surtout de pays d'Asie et d'Afrique, en raison des salaires élevés qui sont proposés pour travailler pour les entreprises de reconstruction, liées aux forces d'occupation. Certains mouvements de guérilla urbaine pratiquent d'ailleurs couramment l'assassinat de travailleurs immigrés, sous couvert de résistance.
Durant son mandat, Ghazi al-Yawer a repris des relations cordiales avec la France, en rencontrant le président Jacques Chirac. Un accord portant sur la formation de la police irakienne par son homologue française a notamment été passé.